# Akishima
Akishima (jap. 昭島市 Akishima-shi) – miasto w Japonii, położone w prefekturze metropolitarnej Tokio. Ma powierzchnię 17,34 km². W 2020 r. mieszkały w nim 114 053 osoby, w 52 420 gospodarstwach domowych  (w 2010 r. 112 286 osób, w 47 276 gospodarstwach domowych).

## Historia
Miasto zostało założone w 1954 r. poprzez połączenie miasta Shōwa i wsi Haijima.